# Shibuya
Shibuya (渋谷区, Shibuya-ku) és un municipi i districte especial de Tòquio, a la regió de Kantō, Japó. Degut a la seua condició de municipi, Shibuya també és conegut en anglés i oficialment pel govern local com a Shibuya City.
Shibuya és, també, un dels centres més importants quant a negocis, comerços —amb una quantitat considerable de grans magatzems— i centres d'oci, que són especialment populars entre el jovent. És un nus de transports important a Tòquio, centrat en l'estació de Shibuya. El barri acull l'anomenat «creuament de Shibuya», que és un dels passos de vianants diagonals més coneguts i transitats del món.

## Geografia

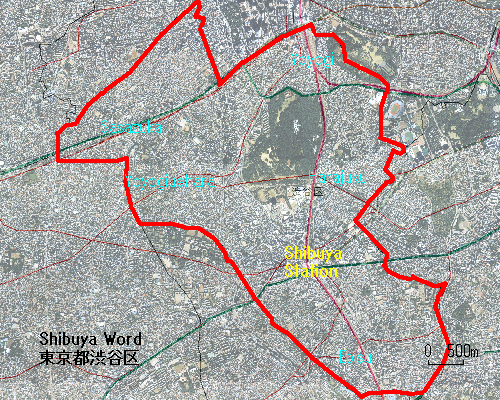
Mapa de Shibuya

El districte especial de Shibuya es troba localitzat a la part occidental de la regió dels districtes especials de Tòquio. Els barris més importants de Shibuya són Harajuku, al centre; Ebisu, al sud i Yoyogi, al nord-est. El terme municipal de Shibuya limita amb els de Nakano i Shinjuku al nord; amb Minato a l'est; amb Shinagawa i Meguro al sud i amb Setagaya i Suginami a l'oest.

### Barris
Aquests són els barris del districte de Shibuya:
- Uehara (上原)
- Uguisudani-chō (鶯谷町)
- Udagawa-chō (宇田川町)
- Ebisu (恵比寿)
- Ebisu-nishi (恵比寿西)
- Ebisu-minami (恵比寿南)
- Ōyama-chō (大山町)
- Kamiyama-chō (神山町)
- Sakuragaoka-chō (桜丘町)
- Sasazuka (笹塚)
- Sarugaku-chō (猿楽町)
- Shibuya (渋谷)
- Shōtō (松濤)
- Jingūmae (神宮前)
- Shinsen-chō (神泉町)
- Jinnan (神南)
- Sendagaya (千駄ヶ谷)
- Daikanyama-chō (代官山町)
- Dōgenzaka (道玄坂)
- Tomigaya (富ヶ谷)
- Nanpeidai-chō (南平台町)
- Nishihara (西原)
- Hatagaya (幡ヶ谷)
- Hachiyama-chō (鉢山町)
- Hatsudai (初台)
- Higashi (東)
- Hiroo (広尾)
- Honmachi (本町)
- Maruyama-chō (円山町)
- Moto-Yoyogi-chō (元代々木町)
- Yoyogi (代々木)
- Yoyogi-Kamizono-chō (代々木神園町)

## Història

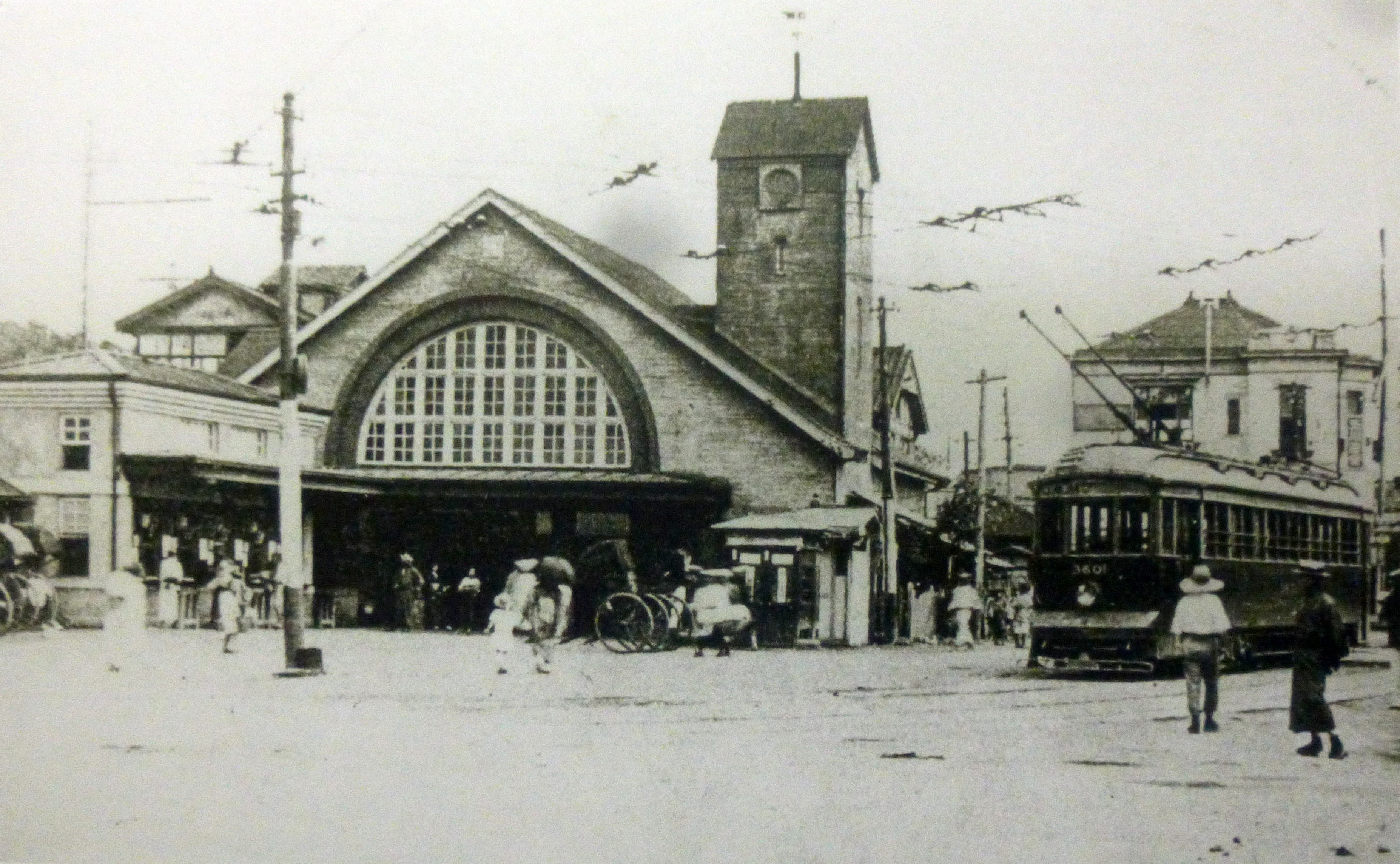
L'estació de Shibuya a la dècada del 1920

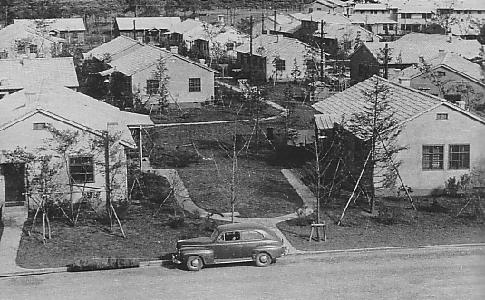
Washington Heights (1947)

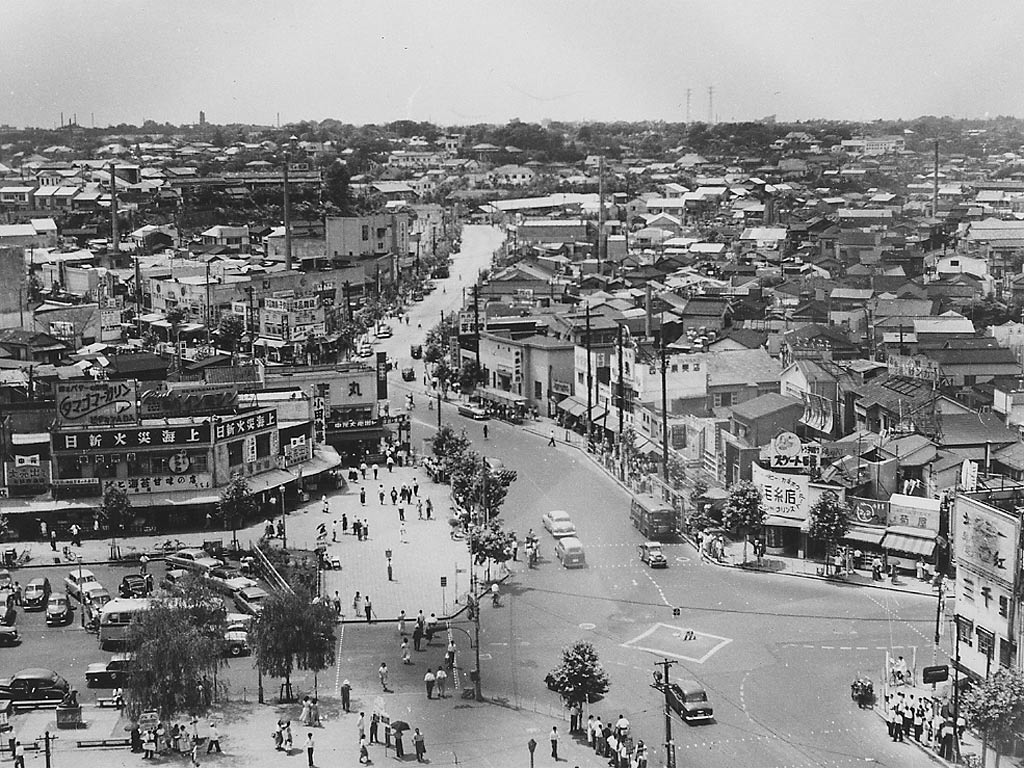
Panoràmica de Shibuya (1952)

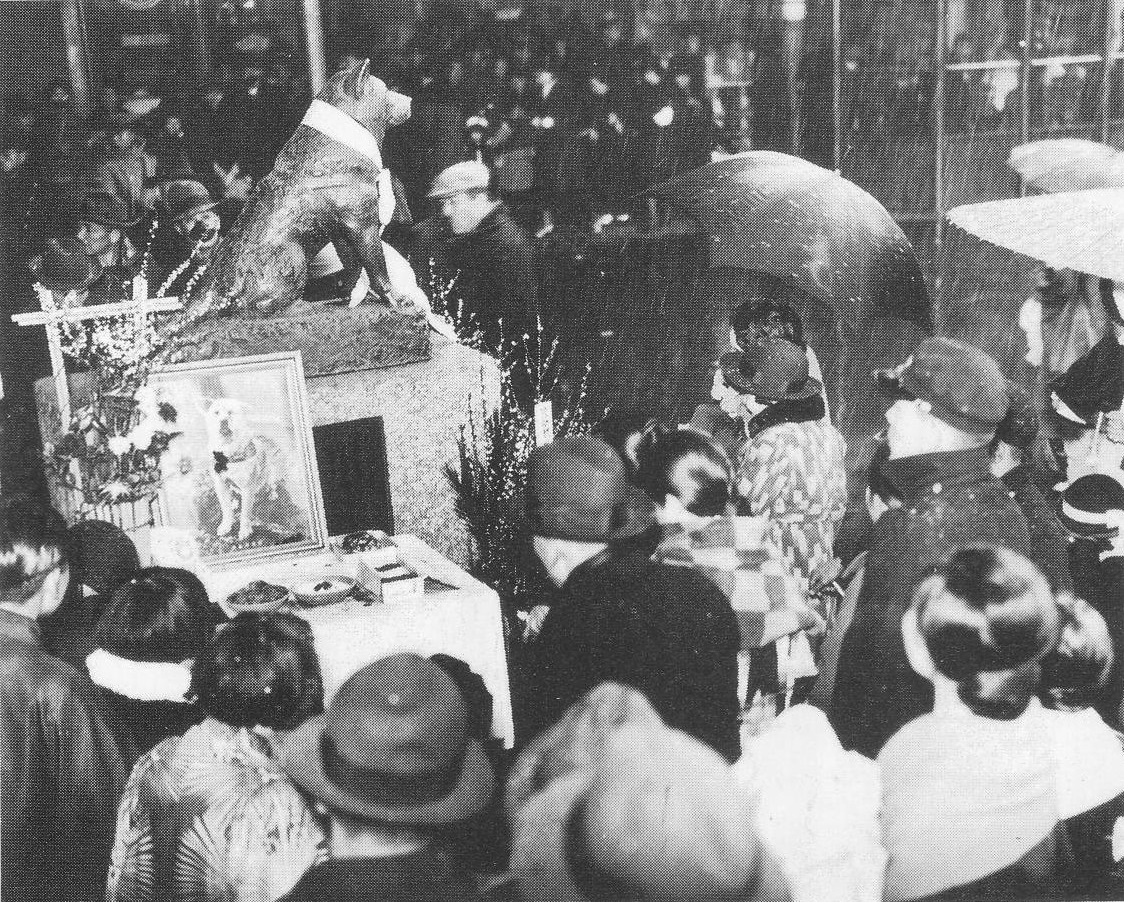
Primer aniversari de la mort de Hachikō (1936)

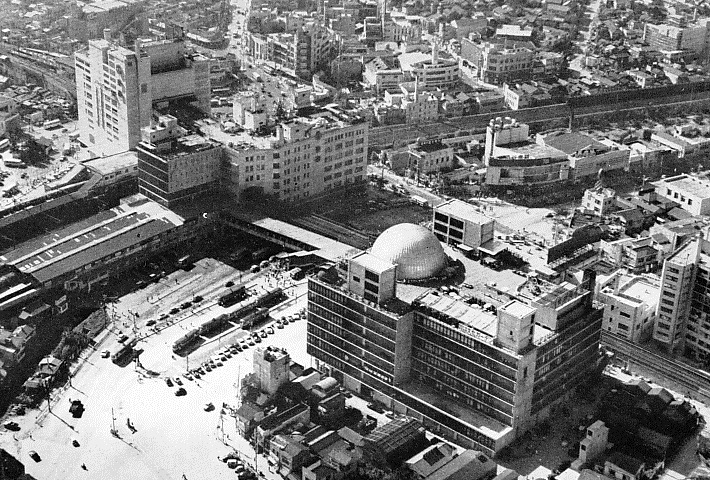
Panoràmica de Shibuya (1960)

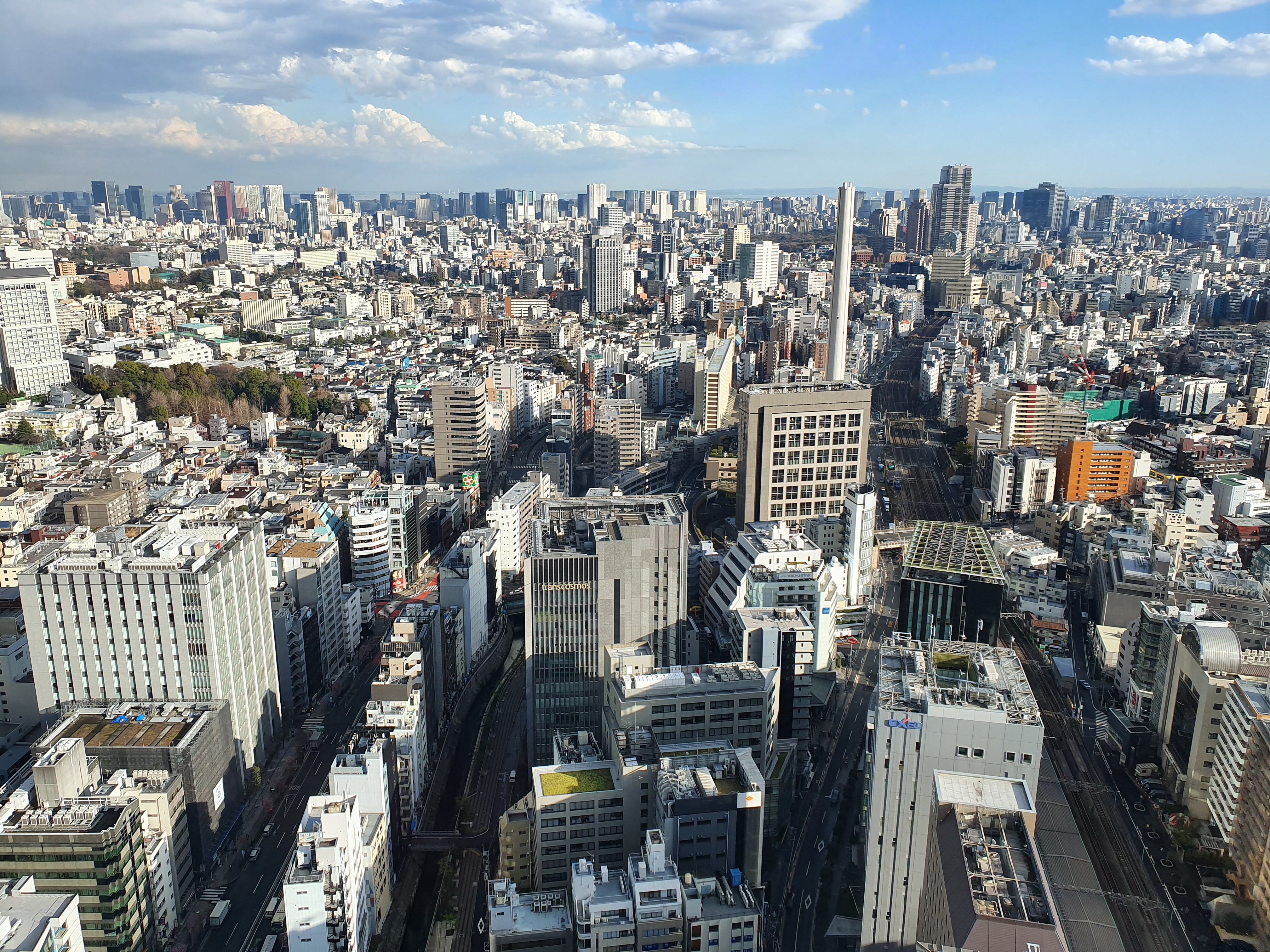
Panoràmica de Shibuya (2020)

Shibuya fou històricament el lloc d'un castell on residí la família Shibuya entre el segle xi fins a la fi del període Edo. Amb l'establiment de la línia Yamanote l'any 1885, Shibuya va començar a créixer com a nus ferroviari pel sud-oest de Tòquio i, poc a poc, en un centre comercial i d'entreteniment.
L'any 1889 es creà el poble de Shibuya fruit de la unió dels antics llogarets de Kami-Shibuya, Naka-Shibuya i Shimo-Shibuya, i fou integrada al districte de Minami-Toshima, conegut com a districte de Toyotama des de l'any 1896. El poble comprenia la zona de l'actual estació de Shibuya així com els barris de Hiroo, Daikanyama-chō, Aoyama (actualment a Minato) i Ebisu. El poble va esdevindre vila l'any 1909. La vila de Shibuya va fusionar-se amb les veïnes viles de Sendagaya, que comprenia els actuals barris de Sendagaya, Harajuku i Jingūmae, i Yokohata, que compren els actuals barris de Yoyogi i Hatagaya per tal de formar el districte urbà de Shibuya quan el territori fou absorbit per l'antiga ciutat de Tòquio l'any 1932. L'any 1947, Shibuya va assolir l'actual categoria legal de districte especial sota la llei d'autonomia local.
L'any 1932 va inaugurar-se la línia Tōkyū Tōyoko, fent de Shibuya un important nus de transport entre Tòquio i Yokohama, afegint-se l'any 1933 l'extensió de la línia Keiō Inokashira i l'any 1938 l'extensió de la línia Ginza del Metro de Tòquio. Una de les històries més conegudes de Shibuya és la de Hachikō, un gos que va esperar al seu amo mort a l'estació de Shibuya tots els dies entre els anys 1923 i 1935, esdevenint un símbol nacional per la seua lleialtat. Just al costat de l'estació es va construir una estàtua del gos Hachikō i els voltants, coneguts des de llavors com la "plaça de Hachikō", han esdevingut un popular punt de trobada habitual.
Durant l'ocupació del Japó pels Estats Units d'Amèrica, el parc de Yoyogi fou utilitzat com a lloc de residència del personal nord-americà, sent coneguda la zona per ells com a "Washington Heights". L'any 1964 l'exèrcit nord-americà deixà la zona i la major part del parc fou dedicat als Jocs Olímpics d'Estiu de 1964. El mateix districte de Shibuya va servir com a part de les proves d'atletisme de 50 quilòmetres caminant i per a la marató olímpica.
A finals de la dècada del 1990, Shibuya va esdevindre un punt important de la indústria informàtica al Japó i el món. L'any 2018 va finalitzar-se la construcció del Shibuya Stream, un nou gratacels i complex de comerç i entreteniment edificat sobre l'antiga estació de Shibuya propietat de la companyia Tōkyū.
L'1 de gener de 2019, un home de 21 anys anomenat Kazuhiro Kusakabe va atacar amb el seu automòbil lleuger a la mulitut de persones que passejaven pel carrer de Takeshita. L'home, crític amb la pena de mort, va causar nou ferits de divers nivell i cap mort. L'agost del mateix any, es completà la construcció de la part est del gratacels Shibuya Scramble Square.

### Subcultura jove

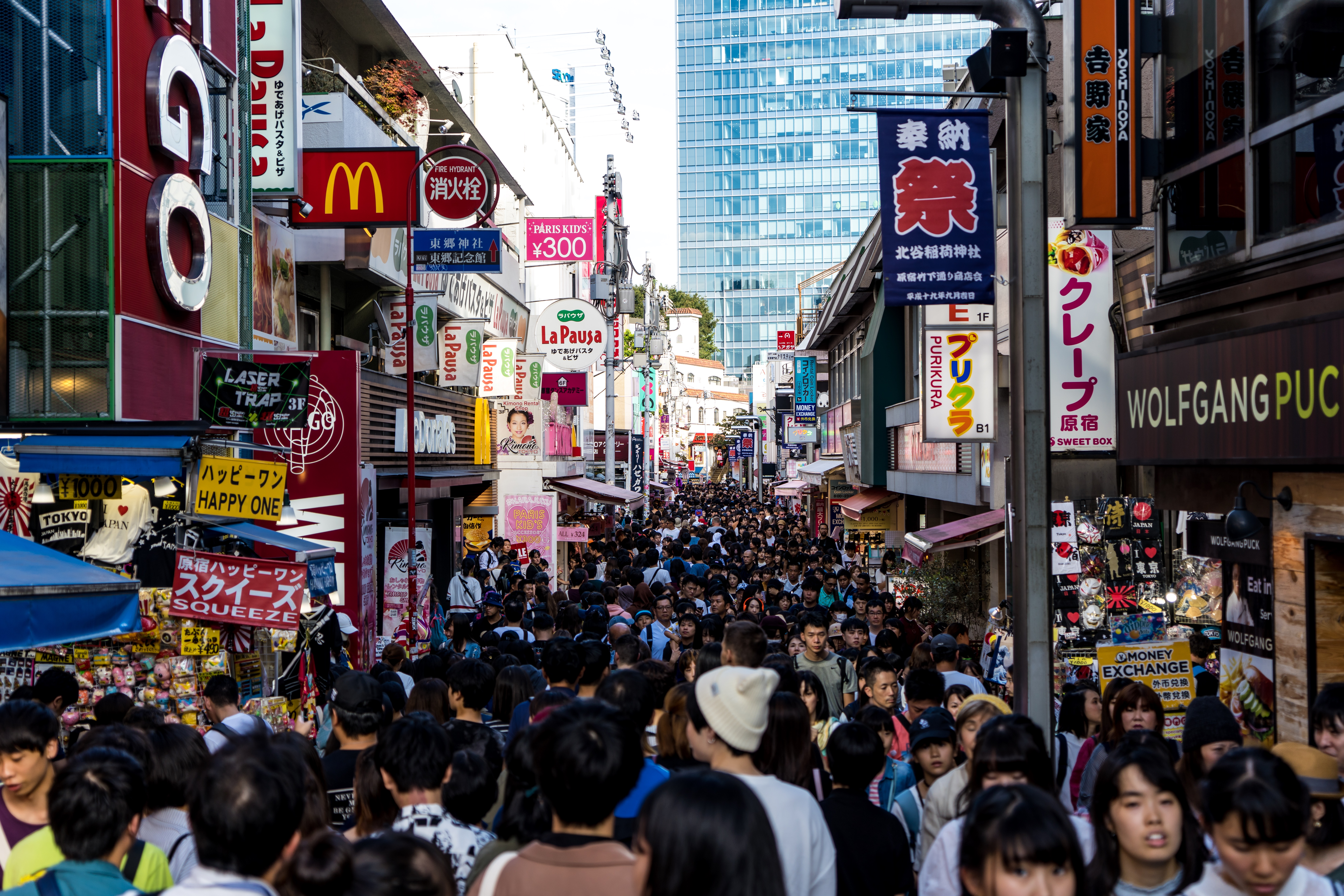
Carrer de Takeshita, epicentre de la vida jove a Harajuku (2018)

Des de mitjans i finals de la dècada del 1970, Shibuya ha esdevingut el centre de moda entre els adolescents i un dels seus barris, Harajuku, l'epicentre d'aquest fenomen. Si bé la zona central, amb l'estació de Shibuya i els comerços d'Omotesandō són l'objectiu de la joventut més moderna, altres zones del districte són el lloc d'esplai i expressió dels joves i les tribus urbanes. A Harajuku, el carrer de Takeshita o Takeshita dōri és la meca de la moda adolescent, amb els estils més cridaners. Al pont del santuari Meiji o Jingūbashi s'apleguen totes les tribus urbanes de la zona: els "Visual Kei", les "lolites" o els "cosplayers". El parc de Yoyogi, a més de lloc d'esplai, també fa d'escenari improvisat per a molts músics urbans i els balls col·lectius de la "tribu dels rockabilly".

## Administració

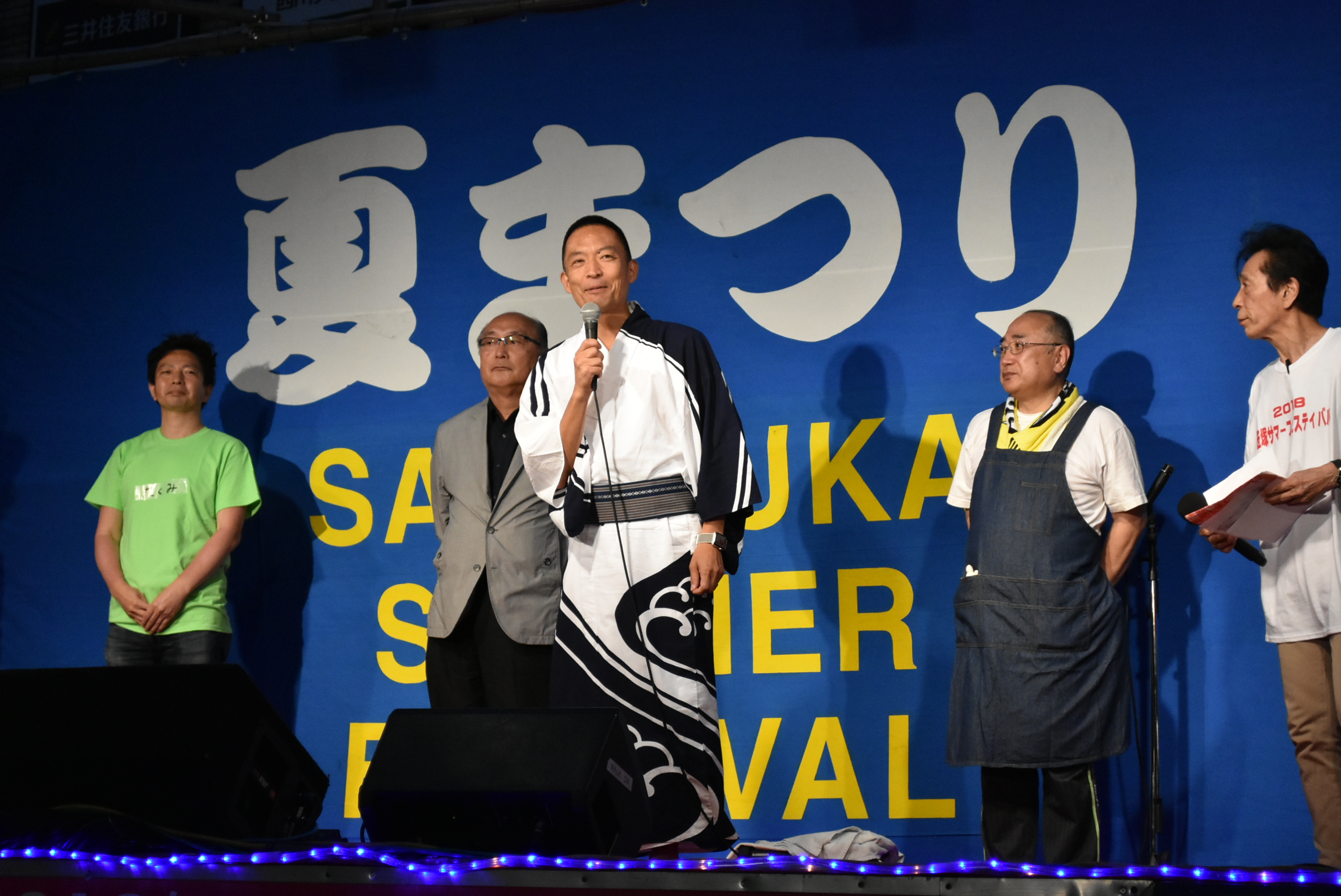
Ken Hasebe, alcalde de Shibuya des de 2015

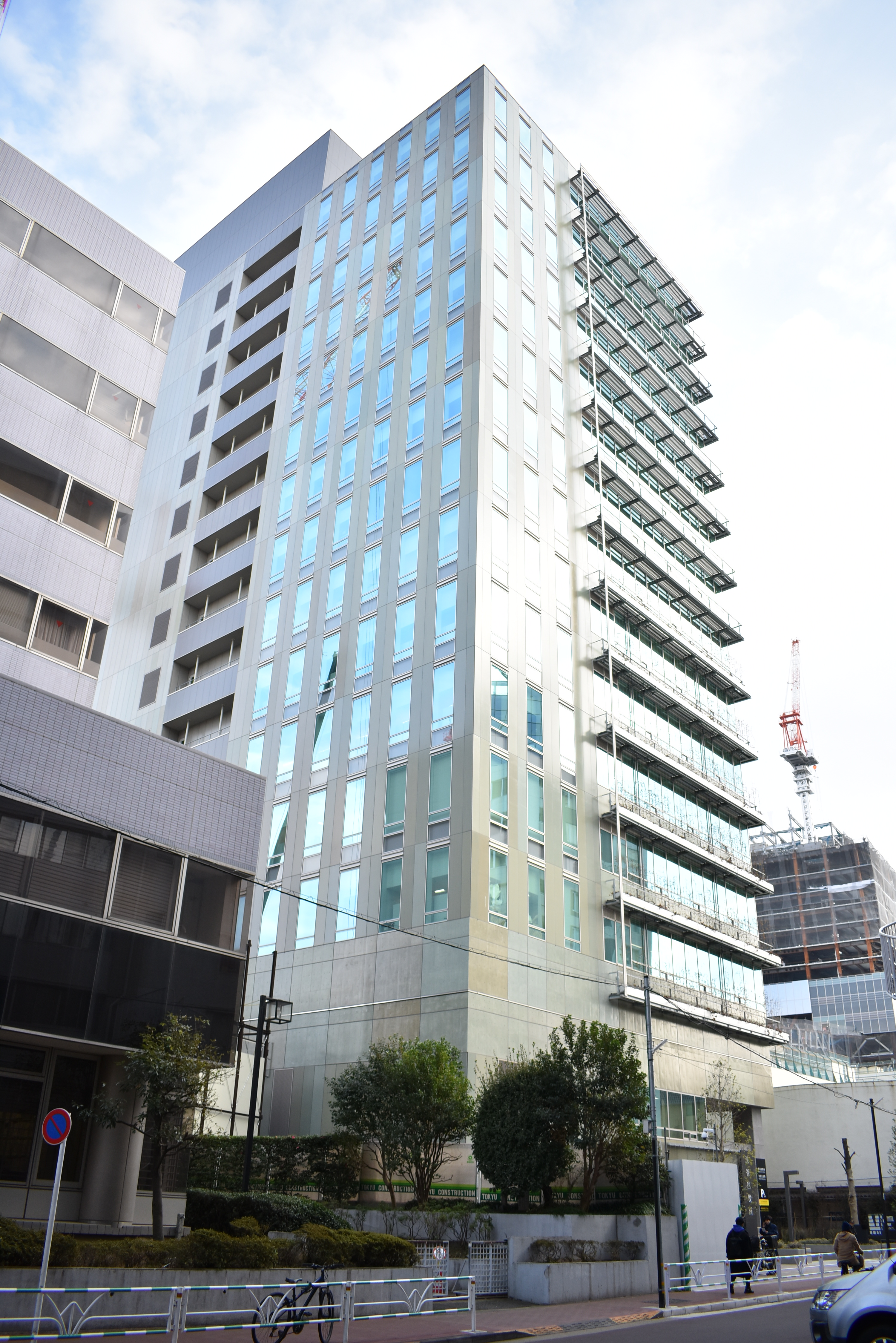
Edifici de l'ajuntament de Shibuya

### Alcaldes
A continuació es presenta una relació dels alcaldes electes:
- Chiaki Kishimoto (1932-1937)
- Mitsuzō Baba (1937-1939)
- Harumatsu Tamura (1939-1942)
- Shigeru Tomita (1942-1943)
- Eiichi Isomura (1943-1945)
- Shoji Nakagawa (1945-1946)
- Sadaji Maruyama (1946-1946)
- Katsutarō Suzuki (1946-1947)
- Kenzō Satō (1947-1953)
- Sukekiyo Kakutani (1953-1963)
- Seiryō Saitō (1963-1970)
- Uchikoranosuke Inoue (1970-1975)
- Fusazō Amano (1975-1995)
- Motoi Ogura (1995-2003)
- Toshitake Kuwabara (2003-2015)
- Ken Hasebe (2015-present)

### Assemblea
| Assemblea de Shibuya (2019-2023) | Assemblea de Shibuya (2019-2023) | Assemblea de Shibuya (2019-2023) | Assemblea de Shibuya (2019-2023) |
| PR: Ryūichi Saitō (PLD)          | PR: Ryūichi Saitō (PLD)          | VP: Yoshito Yakumaru             | VP: Yoshito Yakumaru             |
| Grups polítics                   | Grups polítics                   | Grups polítics                   | Regidors                         |
| -------------------------------- | -------------------------------- | -------------------------------- | -------------------------------- |
|                                  | Partit Liberal Democràtic        | 自由民主党                       | 9 / 34                           |
|                                  | Grup del Somriure de Shibuya     | シブヤを笑顔にする会             | 8 / 34                           |
|                                  | Kōmeitō                          | 公明党                           | 5 / 34                           |
|                                  | Partit Comunista del Japó        | 日本共産党                       | 4 / 34                           |
|                                  | Partit Democràtic Constitucional | 立憲民主党                       | 3 / 34                           |
|                                  | Shibuya Reiwa                    | れいわ渋谷                       | 2 / 34                           |
|                                  | Independents                     | 無所属                           | 2 / 34                           |

## Demografia
| 1920    | 1930    | 1940    | 1950    | 1960    | 1970    | 1980    |
| ------- | ------- | ------- | ------- | ------- | ------- | ------- |
| 137.207 | 213.533 | 256.706 | 181.244 | 282.687 | 274.491 | 247.035 |
| 1990    | 2000    | 2010    | 2020    | 2030    | 2040    | 2050    |
| 205.625 | 196.682 | 204.753 | 234.661 | -       | -       | -       |

## Transport

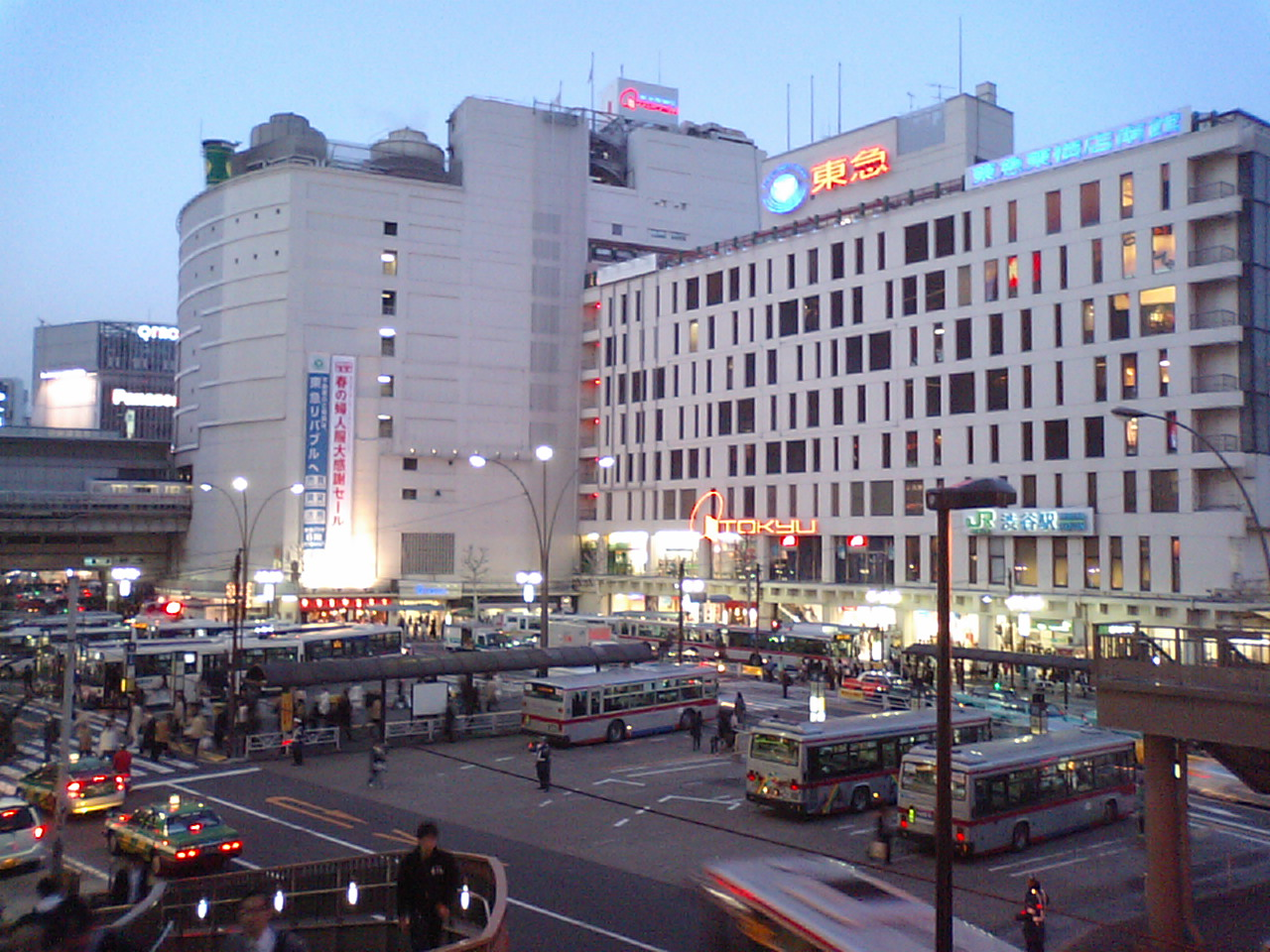
Estació de Shibuya i Grans Magatzems Tōkyū

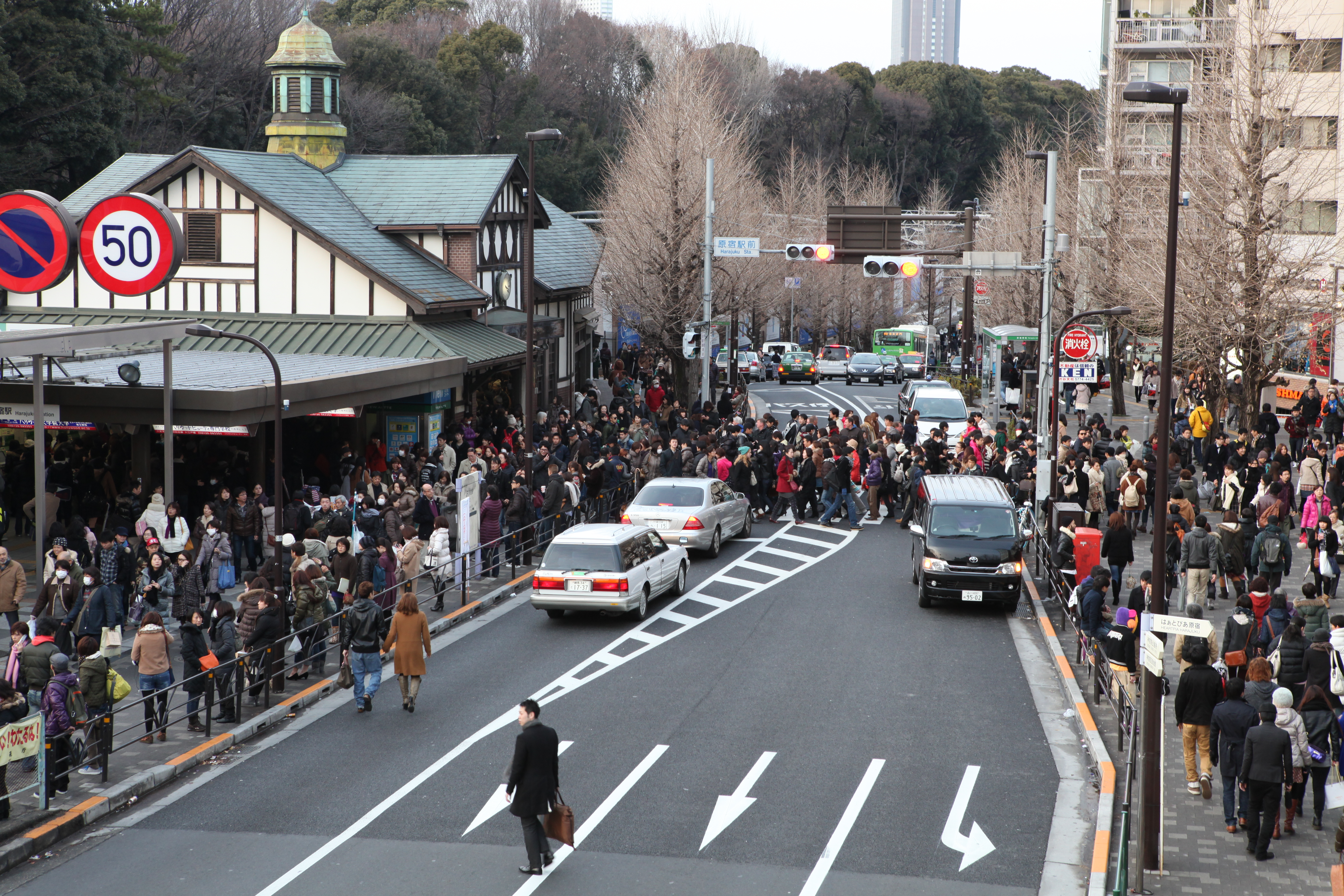
Estació de Harajuku

### Ferrocarril
- Companyia de Ferrocarrils del Japó Oriental (JR East)
  - Yoyogi - Harajuku - Shibuya - Ebisu - Sendagaya
- Metro de Tòquio
  - Shibuya - Ebisu - Meiji-Jingūmae - Yoyogi-kōen - Yoyogi-Uehara - Kita-sandō
- Metro Públic de Tòquio (TOEI)
  - Harajuku - Yoyogi
- Ferrocarril Elèctric de Tòquio-Hachiōji (Keiō)
  - Sasazuka - Hatsudai - Hatagaya - Shibuya - Shinsen
- Ferrocarril Elèctric Exprés de Tòquio (Tōkyū)
  - Shibuya - Daikanyama
- Ferrocarril Elèctric Exprés d'Odawara (Odakyū)
  - Minami-Shinjuku - Sangūbashi - Yoyogi-Hachiman - Yoyogi-Uehara

### Carretera
- Autopista Metropolitana de Tòquio
- N-20 - N-246
- TK-7 - TK-14 (c/ Hōnan) - TK-305 - TK-317 - TK-413 - TK-416 - TK-418 - TK-420 - TK-431

## Agermanaments
- Üsküdar, Istanbul, Turquia. (5 de setembre de 2005)[15]